# Prionyx globosus
Prionyx globosus är en biart som först beskrevs av Frederick Smith 1856.
Prionyx globosus ingår i släktet Prionyx och familjen grävsteklar. Inga underarter finns listade i Catalogue of Life.